# Głupcy umierają
Głupcy umierają, inne tłumaczenie Śmierć frajerom (ang. Fools Die) – powieść obyczajowa Mario Puzo, wydana w 1978 roku.
Głównym bohaterem a zarazem jednym z narratorów tej powieści jest John Merlyn.
Mario Puzo stwierdził, że jest to jego ulubiona książka.